# Eugerdella natator
Eugerdella natator är en kräftdjursart som först beskrevs av Hansen 1916.  Eugerdella natator ingår i släktet Eugerdella och familjen Desmosomatidae. Inga underarter finns listade i Catalogue of Life.